# رودی رودریگز
رودی رودریگز (انگلیسی: Ruddy Rodríguez؛ زاده ۲۰ مارس ۱۹۶۷) بازیگر و خواننده زن اهل ونزوئلا است.